# Anderson Talisca
Anderson Souza Conceição (Feira de Santana, 1 de fevereiro de 1994), mais conhecido como Anderson Talisca, é um futebolista brasileiro que atua como meio-campista ou ponta-direita. Atualmente joga no Fenerbahçe.

## Carreira

### Início
Anderson começou sua carreira em seu estado natal jogando competições estaduais até conseguir vaga para disputar a Copa 2 de Julho de 2007, aos 13 anos.
Enquanto performava na competição Sub-15, Álvaro Mirando, filho do histórico presidente do Club de Regatas Vasco da Gama – Eurico Miranda, notou a positiva performance do garoto e o convidou para participar das Categorias de Base do clube carioca naquele mesmo ano. Meses depois, o atleta deixou a Bahia para rumar à São Januário, onde fizera jogos no time infantil, mesmo sendo da categoria mirim.
Durante o período de 2008 a 2009, o jogador permaneceu no Rio de Janeiro e lá chegou a treinar com os seus companheiros de Base. Dentre os jovens, Anderson criou um laço de amizade com uma futura estrela do futebol mundial: Philippe Coutinho.
Apelidado de Salsichinha, o atleta ficou na equipe até 2009. O pai de Álvaro havia deixado a presidência da equipe após a vitória de Roberto Dinamite nas eleições do Vasco e Anderson não teve mais o aproveitamento de outrora com os novos dirigentes. Desse modo, deixou o estado para retornar ao nordeste, onde começaria, em definitivo, sua carreira profissional.

### Bahia

#### 2013
Formado nas categorias de base do Bahia, Anderson Talisca chegou ao clube em 2009, na mesma época em que recebeu o apelido "Talisca". Estreou profissionalmente em 19 de janeiro de 2013, aos 18 anos, em partida válida pela Copa do Nordeste, contra o Itabaiana, que terminou com vitória do Tricolor por 3–2.
Seu primeiro gol como profissional foi marcado contra o Juazeiro, nas semifinais do Campeonato Baiano daquele ano. A estreia no Campeonato Brasileiro ocorreu em 7 de julho, diante do Corinthians, em partida vencida pelo clube paulista por 2–0. O primeiro gol no Brasileirão veio em uma vitória por 2 a 1 sobre o São Paulo, no Estádio do Morumbi. Já em 1º de dezembro, Talisca voltou a marcar, desta vez contra o Cruzeiro, no Mineirão, pela penúltima rodada da competição.
O gol foi anotado aos 44 minutos do segundo tempo, sendo o segundo do Bahia na vitória por 2 a 1, resultado que garantiu a permanência da equipe na Série A. Esse triunfo marcou a primeira vitória do Tricolor de Aço sobre a equipe mineira no Mineirão em partidas válidas pelo Campeonato Brasileiro, após 21 confrontos no estádio. Além disso, a vitória ocorreu poucos dias após o Cruzeiro receber oficialmente a taça de campeão nacional daquela temporada.

#### 2014
Em 2014, Talisca apresentou um desempenho acima da média, destacando-se não apenas na mídia baiana, mas também em âmbito nacional. Tornou-se referência nas cobranças de falta e nos chutes de longa distância. Foi eleito o craque do Campeonato Baiano, competição na qual o Bahia conquistou seu 45.º título estadual.
Durante o torneio, Talisca consolidou-se como principal jogador da equipe ao ser decisivo em partidas importantes, como na virada contra o Vitória da Conquista, fora de casa, quando marcou dois belos gols de falta. Também teve atuações de destaque nos dois jogos da final: marcou um dos gols na vitória na Arena Fonte Nova e teve grande desempenho no confronto de volta, contribuindo diretamente para a conquista do título.
No Campeonato Brasileiro de 2014, iniciou a competição em boa fase. Até a pausa para a Copa do Mundo, foi o jogador que mais finalizou a gol no torneio, além de marcar gols importantes, como o do empate contra o Flamengo, nos acréscimos, em cobrança de falta, fora de casa. Com suas boas atuações e o crescente destaque do Bahia na mídia nacional e internacional, Talisca passou a atrair o interesse de clubes europeus, como a Udinese, da Itália, o Standard de Liège, da Bélgica, e o Arsenal, da Inglaterra. Não demoraria muito para que deixasse o clube baiano.

### Benfica
Em 7 de julho de 2014, Anderson foi vendido para ao Benfica, de Portugal, o vencedor da disputa pelo atleta, desembolsando o valor de €4 milhões, cerca de R$ 12,04 milhões.
Em 18 de julho, Talisca marcou seu primeiro gol pelo Benfica em sua estreia, jogo valido pela semifinal da Taça de Honra (1 a 0) contra Estoril. Na final, contra o Sporting, a equipe de Talisca perdeu por 1 a 0. O jogador recebeu o prêmio de melhor jogador do torneio. Sendo destaque na pré-temporada, Anderson Talisca virou titular do time de Jorge Jesus formando o meio-campo com os argentinos Nicolás Gaitán, Enzo Pérez e Eduardo Salvio. 
Em 12 de setembro, Talisca fez um hat-trick (três gols em um jogo) contra o Vitória de Setúbal. O jogo terminou 5 a 0 para o Benfica. Em 27 de setembro, Talisca fez dois gols contra o Estoril Praia, o jogo terminou 3 a 2 para o Benfica. Nesse jogo, Talisca mostrou sua habilidade ao pegar a bola no meio-campo e se livrar de quatro adversários e tocar na saída do goleiro.
Em 5 de outubro, dia do 114.º aniversário da implantação da República em Portugal, Talisca voltou a faturar gols importantes, marcando o primeiro gol na goleada por 4 a 0 contra o Arouca, na 7.ª rodada da Primeira Liga. Atuando bem, Talisca recebeu propostas de grandes clubes europeus, como o Chelsea, Arsenal, Manchester City e Manchester United. Tão grande a ascensão meteórica de Talisca, que provocou um desentendimento de José Mourinho, então técnico do Chelsea, e Jorge Jesus, em que Mourinho afirmou:
| “ | O Talisca só não está na Inglaterra porque não tem o work permit [licença de trabalho], se não estaria lá. Há muitas equipes grandes e importantes que queriam o Anderson Talisca, e muitos tentaram contratá-lo mesmo sabendo que ele não poderia jogar na Inglaterra. | ” |

Em reposta o treinador do Benfica respondeu: «Conheciam tanto o Talisca como eu o D'Artagnan», de forma irônica.
Em 4 de novembro, marcou seu primeiro gol pela Liga dos Campeões da UEFA, na quarta rodada do Grupo C, no triunfo do Benfica por 1 a 0 sobre o Monaco.

### Beşiktaş

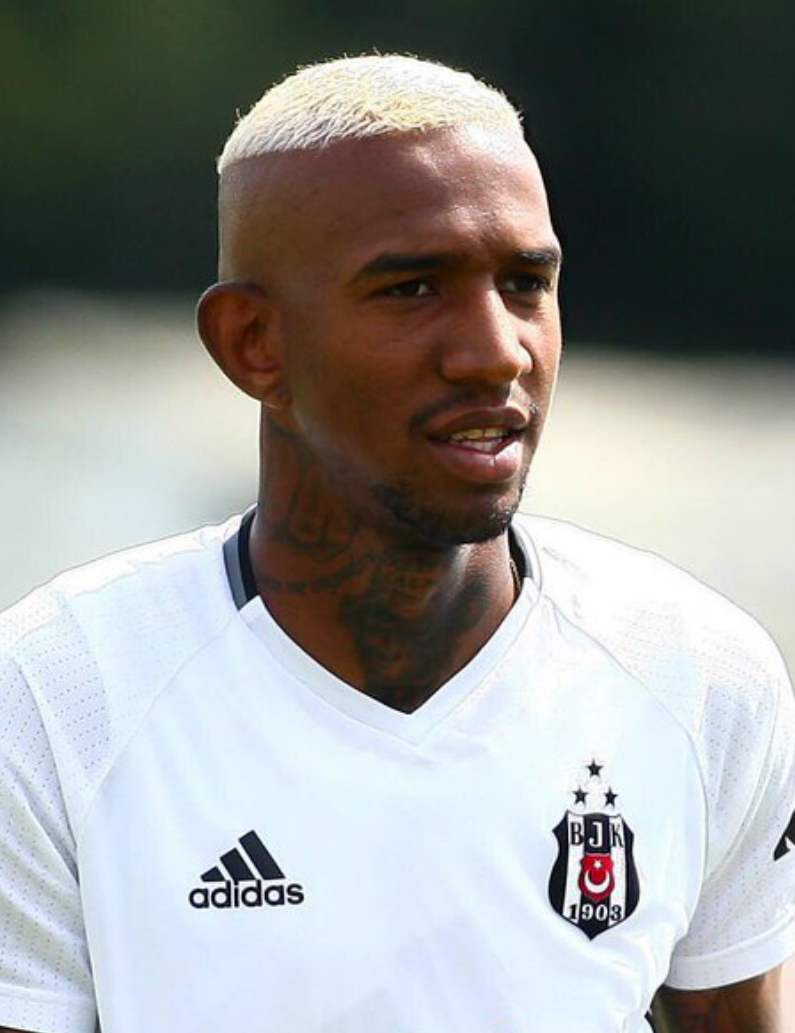
Talisca em 2017 pelo Beşiktaş.

Após entrar numa má fase pelo clube português, Talisca foi emprestado ao Beşiktaş, da Turquia. Ao chegar no clube turco, Talisca não escondeu sua insatisfação de assinar com o clube.
| “ | "Se era o que eu desejava? Claro que não, mas o Benfica quis assim, o que eu posso fazer? Que jogador que não iria querer ficar no Benfica?" | ” |

Em 3 de setembro de 2016, Talisca fez sua estreia e anotou seu primeiro gol pelo time turco na vitória por 3-0 sobre o Gaziantepspor em amistoso de pré temporada.
Apesar da primeira impressão não ter sido muito positiva, o jogador obtivera demasiado desataque nas duas temporadas que ficou na equipe turca. Em seu segundo jogo no clube, pela terceira rodada da Süper Lig de 2016–17, Talisca abriu o placar aos oito minutos de jogo diante o Akhisar Belediye.
Nessa mesma época de Liga, o meia-atacante viria a fazer dois dobletes. A primeira vez ocorreu na oitava rodada, quando foi o principal destaque na vitória por 3 a 0 diante o Antalyaspor. Na 33.ª partida, voltou a estufar as redes adversárias ao fazer metade dos gols em partida diante o Gaziantepspor.
Desse modo, o brasileiro terminou a temporada com 13 gols, sendo o segundo brasileiro com mais gols na Liga Turca, já que ficou dez gols atrás do artilheiro Vágner Love. Apesar de não ter obtido o prêmio individual de goleador, comemorou o título do Campeonato Turco após terminarem a época com 77 pontos.
Na Süper Lig de 2017–18, o atleta tiver uma melhora no número de gols, aumentando também o número de vezes que marcou dois gols no mesmo jogo. Na época, fizera isso contra Antalyaspor, Kasımpaşa e Kardemir Karabükspor. Apesar disso, ficou longe de alcançar os 29 gols do artilheiro Bafétimbi Gomis. No entanto, empatado com Giuliano, foi o brasileiro que mais vezes balançou as redes da Liga Turca com 14 tentos. Em uma acirrada disputa pelo título, o Beşiktaş ficou na quarta colocação, quatro pontos atrás do campeão Galatasaray.
Ainda em solo turco, mas pela Copa da Turquia, o Fenerbahçe foi uma pedra no sapato da equipe de Anderson. Nas duas épocas que defendeu as cores da equipe, Os Canários Amarelos eliminaram Talisca duas vezes consecutivas. No primeiro ano, o meia-atacante fizera duas partidas, marcando um gol na estreia dele diante o Boluspor, mas foi eliminado pelo clube de Souza e Robin van Persie após esse último marcar o único tento da partida nas oitavas de final.
Em 2018, Talisca tinha marcado um gol diante o Gençlerbirliği nas quartas de final. Pelas semis, enfrentando novamente o Fenerbahçe, o brasileiro contribuiu com um gol e uma assistência em uma partida que terminou empatada por 2 a 2 e com três jogadores expulsos (sendo dois do time adversário). No jogo de volta, mesmo com o Beşiktaş tendo um elenco forte com Gary Medel, Pepe, Vágner Love e Ricardo Quaresma, a equipe estrelada optou por não jogar o jogo de volta por conta de brigas que ocorreram no jogo inicial. Desse modo, com a ausência do time Şenol Güneş, o Fener garantiu-se na decisão por W.O.
Anderson pôde disputar a Liga dos Campeões da UEFA nas duas vezes que esteve defendendo o clube turco. Em seu primeiro momento, fizera seu primeiro gol justamente contra sua ex-equipe em um empate por 1 a 1 no Estádio da Luz. O time, porém, não conseguiu nada além do que uma vitória ao longo da Fase de Grupos e tivera de disputar os 16 Avos da Liga Europa daquela época.
Talisca retornou à Fase de Grupos na Liga dos Campeões da UEFA de 2017–18. Lá, foi peça chave dos turcos ao marcar quatro gols em seis partidas. Coincidentemente, fizera tentos nas mesmas partidas: Porto e RB Leipzig. Nas oitavas, porém, a equipe não conseguiu superar o Bayern de Munique e perdeu ambos os jogos sem gols do brasileiro.
A irregular campanha na primeira vez que disputou a Fase de Grupos com os turcos fez com que eles rumassem aos 16 avos da Liga Europa da UEFA de 2016–17. Na Competição, o Beşiktaş obteve muito destaque, mas sem que Anderson conseguisse balançar as redes. O clube rumou às quartas de final, onde perdeu o jogo de ida para o Lyon por 2 a 1. Na partida de volta, Talisca desencantou e marcou todos os dois gols do clube turco na partida, mas Alexandre Lacazette tratou de levar a partida à prorrogação. Persistindo o empate, as equipes se enfrentaram em uma disputa por pênaltis, e o camisa 94 do Kara Kartallar acertou sua cobrança. No fim, os franceses passaram de fase após uma longa cobrança de pênaltis.
Após 87 partidas na equipe turca, onde marcou 37 gols, o atleta deixou o futebol europeu para rumar à Ásia, mesmo tendo sido muito cobiçado por demais equipes do continente.

### Guangzhou Evergrande
Em 8 de junho de 2018, Talisca foi emprestado ao Guangzhou Evergrande, da Superliga Chinesa, por meio ano, com a transferência custando € 5,8 milhões. Ele fez sua estreia pelo Guangzhou Evergrande como titular e marcou um hat-trick, incluindo uma cobrança de falta direta, para ajudar seu time a vencer por 4 a 0 sobre o Guizhou Hengfeng na liga em 18 de julho. Já no dia 26 de outubro, o Benfica anunciou que Talisca se tinha transferido definitivamente para o clube chinês por uma transferência de 19,2 milhões de euros.
Na temporada 2019, que o Guangzhou acabou campeão chinês, o brasileiro foi destaque atuando como atacante. Fez 11 gols em 18 jogos. Já na temporada 2020, foram 20 jogos, sete gols e duas assistências. O Guangzhou acabou como vice-campeão do Chinesão. Durante os três anos que jogou na China, Talisca fez 65 jogos e marcou 39 gols.

### Al-Nassr
Em 17 de maio de 2021, Anderson Talisca concluiu a transferência para o Al-Nassr. O jogador assinou um vínculo de três anos, com uma taxa de transferência de R$ 9,77 milhões. Espera-se que o salário de Talisca seja de R$ 7,93 milhões por ano.
No dia 7 de novembro de 2023, Talisca teve boa atuação e anotou um triplete pelo Al-Nassr na vitória sobre o Al-Duhail, em jogo válido pela quarta rodada da fase de grupos da Liga dos Campeões da AFC. Na ocasião, o time saudita venceu por 3 a 2.
Em 2024, Talisca disputou 19 partidas pelo Al-Nassr e marcou oito gols, mostrando sua contínua habilidade e capacidade de gol.
O meia-atacante defendeu o clube durante três anos, esteve presente em 110 jogos no total, marcou 77 gols e deu 12 assistências. Foi campeão da Liga dos Campeões Árabes de 2023.

### Fenerbahçe

Talisca em 2025 pelo Fenerbahçe após seu primeiro hat-trick.

No dia 27 de janeiro de 2025, o Fenerbahçe anunciou a contratação de Anderson Talisca. O jogador vai assinar um contrato válido até junho de 2026 com o time turco.
Na Turquia, teve impacto imediato. Em sua segunda partida pela Süper Lig de 2024–25, marcou seu primeiro gol com a camisa de sua nova equipe aos 42 minutos, contribuindo para a vitória por 2–0 sobre o Aytemiz Alanyaspor. Ao longo da competição, viveu seu melhor momento entre as rodadas 29 e 33, período em que marcou oito gols em cinco jogos, incluindo um hat-trick na 30.ª rodada, diante do Trabzonspor Kulübü – onde performou apenas os últimos 45 minutos de jogo. Ao concluir a temporada, fez nove gols em 16 partidas e ajudou o time a ficar com o vice-campeonato.
Enquanto participou da Copa da Turquia, foi essencial fazendo três gols e uma assistência em três jogos, mas contemplou a eliminação nas quartas de final diante o Galatasaray Spor Kulübü. O mesmo desempenho, porém, não ocorreu na Liga Europa da UEFA de 2024–25, pois fez quatro partidas e não participou diretamente de nenhum tento. Por lá, viu o clube ser eliminado nas penalidades diante o Rangers nas Oitavas.
Mesmo jogando apenas 23 jogos no seu retorno, mostrou-se crucial no ataque turco ao marcar 12 vezes em todas as competições somadas, além de outras duas assistências. Refletindo sobre sua época completa, Anderson acreditou que havia saído "pela porta da frente" do Al-Nassr e que sua ida ao Fener ocorreu por conta do seu desejo de trabalhar com o treinador José Mourinho.

## Seleção Brasileira

### Sub-20
Anderson Talisca atuou no Torneio Internacional de Toulon de 2013, sendo campeão com a Seleção Brasileira Sub-20.
Estatísticas
| Ano   |       |      |
| Ano   | Jogos | Gols |
| ----- | ----- | ---- |
| 2013  | 2     | 0    |
| Total | 2     | 0    |

|    | Data               | Local                                    | Resultado | Adversário | Gols | Competição                      |
| -- | ------------------ | ---------------------------------------- | --------- | ---------- | ---- | ------------------------------- |
| 1. | 29 de maio de 2013 | Estádio Perruc, Hyères, França           | 2–1       | Bélgica    | —    | Torneio Internacional de Toulon |
| 2. | 4 de junho de 2013 | Estádio Louis Hon, Saint-Raphaël, França | 1–1       | Nigéria    | —    | Torneio Internacional de Toulon |

### Sub-21
Em 18 de setembro de 2014 Talisca foi convocado para dois amistoso da Seleção Brasileira Sub-21, um no dia 10 de outubro contra o Seleção Boliviana, na Arena Pantanal em Cuiabá e o outro no dia 13 contra a Seleção dos Estados Unidos na Arena Mané Garrincha em Brasília, preparação visando as Olimpíadas de 2016. No dia 23 de outubro Anderson Talisca foi chamado para Torneio da Wuhan, na China, de 14 a 18 de novembro.
Estatísticas
| Ano   |       |      |
| Ano   | Jogos | Gols |
| ----- | ----- | ---- |
| 2014  | 2     | 0    |
| Total | 2     | 0    |

|    | Data                  | Local                                  | Resultado | Adversário     | Gols | Competição |
| -- | --------------------- | -------------------------------------- | --------- | -------------- | ---- | ---------- |
| 1. | 10 de outubro de 2014 | Arena Pantanal, Cuiabá, Brasil         | 3–1       | Bolívia        | —    | Amistoso   |
| 2. | 13 de outubro de 2014 | Arena Mané Garrincha, Brasília, Brasil | 3–0       | Estados Unidos | —    | Amistoso   |

### Seleção Olímpica
No dia 6 de março de 2015, foi convocado para Seleção Olímpica (Sub-23) para os amistosos do fim do mês (27 de março e 29 de março) contra as seleções olímpicas do Paraguai e México, no Espírito Santo e no Maranhão, respectivamente.
Estatísticas
| Ano   |       |      |
| Ano   | Jogos | Gols |
| ----- | ----- | ---- |
| 2015  | 1     | 1    |
| Total | 1     | 1    |

|    | Data                | Local                                     | Resultado | Adversário | Gols | Competição |
| -- | ------------------- | ----------------------------------------- | --------- | ---------- | ---- | ---------- |
| 1. | 27 de março de 2015 | Estádio Kléber Andrade, Cariacica, Brasil | 4–1       | Paraguai   | 1    | Amistoso   |

### Seleção Principal
Em 10 de novembro de 2014, Anderson Talisca foi convocado por Dunga para dois amistosos da Seleção Brasileira contra a Turquia (12 de novembro) e contra a Áustria (19 de novembro), substituindo Lucas Moura, cortado por conta de uma lesão.
Talisca só voltou a ser convocado no dia 12 de março de 2018, desta vez sendo chamado por Tite para os jogos das Eliminatórias da Copa do Mundo de 2018. Porém, em ambas oportunidades, não chegou a atuar.

## Estatísticas

### Clubes
Atualizadas até 28 de outubro de 2020
| Clube                | Temporada | Campeonato nacional | Campeonato nacional | Copa nacional[a] | Copa nacional[a] | Competições continentais[b] | Competições continentais[b] | Outros torneios[c] | Outros torneios[c] | Total | Total |
| Clube                | Temporada | Jogos               | Gols                | Jogos            | Gols             | Jogos                       | Gols                        | Jogos              | Gols               | Jogos | Gols  |
| -------------------- | --------- | ------------------- | ------------------- | ---------------- | ---------------- | --------------------------- | --------------------------- | ------------------ | ------------------ | ----- | ----- |
| Bahia                | 2013      | 21                  | 2                   | 1                | 0                | 3                           | 0                           | 13                 | 1                  | 38    | 3     |
| Bahia                | 2014      | 9                   | 2                   | 4                | 0                | 0                           | 0                           | 17                 | 6                  | 30    | 8     |
| Bahia                | Total     | 30                  | 4                   | 5                | 0                | 3                           | 0                           | 30                 | 7                  | 68    | 11    |
| Benfica              | 2014–15   | 32                  | 9                   | 2                | 0                | 6                           | 1                           | 4                  | 1                  | 44    | 11    |
| Benfica              | 2015–16   | 21                  | 3                   | 2                | 0                | 5                           | 2                           | 6                  | 4                  | 34    | 9     |
| Benfica              | Total     | 53                  | 12                  | 4                | 0                | 11                          | 3                           | 10                 | 5                  | 78    | 20    |
| Beşiktaş             | 2016–17   | 22                  | 13                  | 2                | 1                | 9                           | 3                           | 0                  | 0                  | 33    | 17    |
| Beşiktaş             | 2017–18   | 33                  | 14                  | 5                | 1                | 8                           | 4                           | 0                  | 0                  | 46    | 19    |
| Beşiktaş             | Total     | 55                  | 27                  | 7                | 2                | 17                          | 7                           | 0                  | 0                  | 79    | 36    |
| Guangzhou Evergrande | 2018      | 18                  | 16                  | 0                | 0                | 0                           | 0                           | 0                  | 0                  | 18    | 16    |
| Guangzhou Evergrande | 2019      | 18                  | 11                  | 1                | 0                | 8                           | 5                           | 0                  | 0                  | 27    | 16    |
| Guangzhou Evergrande | 2020      | 14                  | 5                   | 0                | 0                | 0                           | 0                           | 0                  | 0                  | 14    | 5     |
| Guangzhou Evergrande | Total     | 50                  | 32                  | 1                | 0                | 8                           | 5                           | 0                  | 0                  | 59    | 37    |

- a. ^ Jogos do Taça de Portugal, Taça da Liga e Supertaça Cândido de Oliveira
- b. ^ Jogos do Copa Sul-Americana, Liga dos Campeões da UEFA e Liga Europa da UEFA
- c. ^ Jogos do Campeonato Baiano, Copa do Nordeste, Taça da Liga e Supertaça de Portugal

## Títulos
Bahia
- Campeonato Baiano: 2014

Benfica
- Supertaça Cândido de Oliveira: 2014
- Primeira Liga: 2014–15 e 2015–16
- Taça da Liga: 2014–15 e 2015–16

Beşiktaş
- Campeonato Turco: 2016–17

Guangzhou Evergrande
- Campeonato Chinês: 2019

Al-Nassr
- Liga dos Campeões Árabes: 2023

Seleção Brasileira Sub-20
- Torneio Internacional de Toulon: 2013

### Prêmios individuais
- Craque do Campeonato Baiano: 2014
- Seleção do Campeonato Baiano: 2014
- Melhor jogador da Taça de Honra: 2014
- Time do Ano da Süper Lig: 2016–17, 2017–18
- Melhor jogador do Campeonato Turco de Futebol: 2016–17
- Revelação da Liga dos Campeões da UEFA de 2017–18
- Time do ano do Campeonato Saudita de Futebol: 2021–22[63]
- Jogador do Mês do Campeonato Saudita de Futebol: fevereiro de 2024

### Artilharia
- Taça da Liga de 2015–16 (4 gols)[64]